# دوناتلا فینوکیارو
دوناتلا فینچاریو (به انگلیسی: Donatella Finocchiaro) (زاده ۱۶ نوامبر ۱۹۷۰) بازیگر ایتالیایی است.
از فیلم‌های معروف او می‌توان به فیلم‌های راهنمای عشق ۳، مارینا و داستان جنگ اشاره کرد.